# Ryggsäck

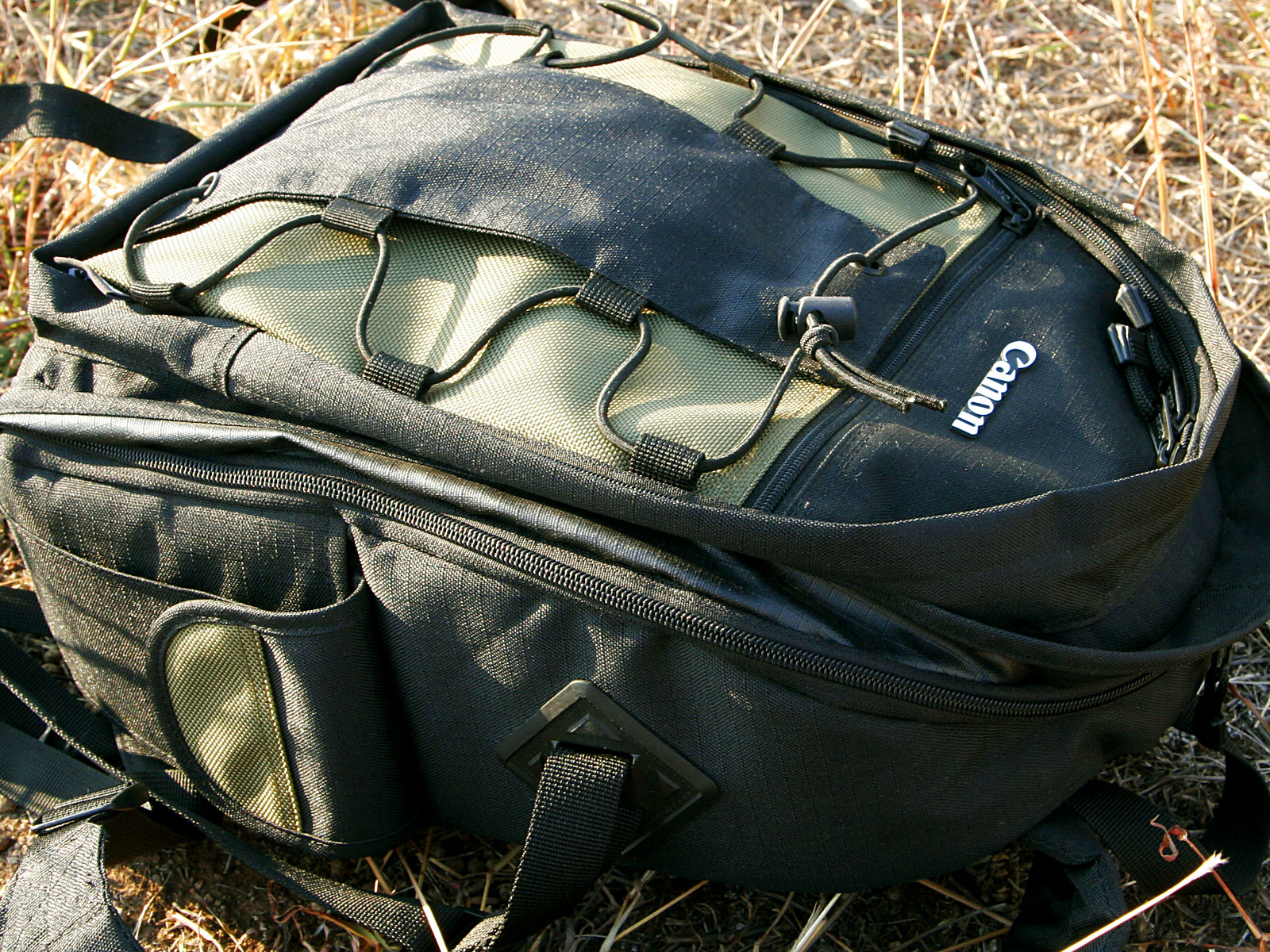
Kameraryggsäck från Canon.

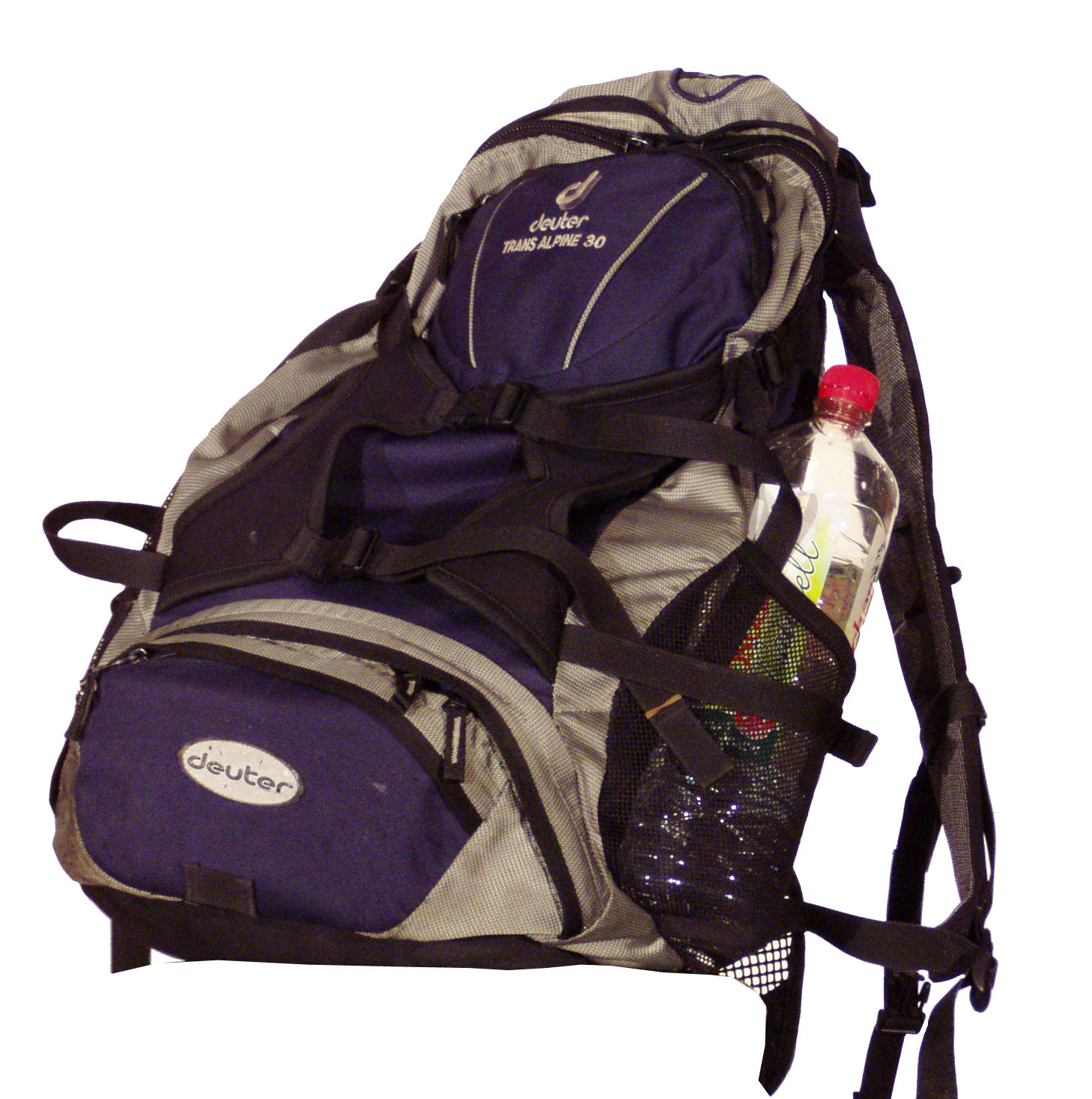
Enkel fritidsryggsäck utan ram.

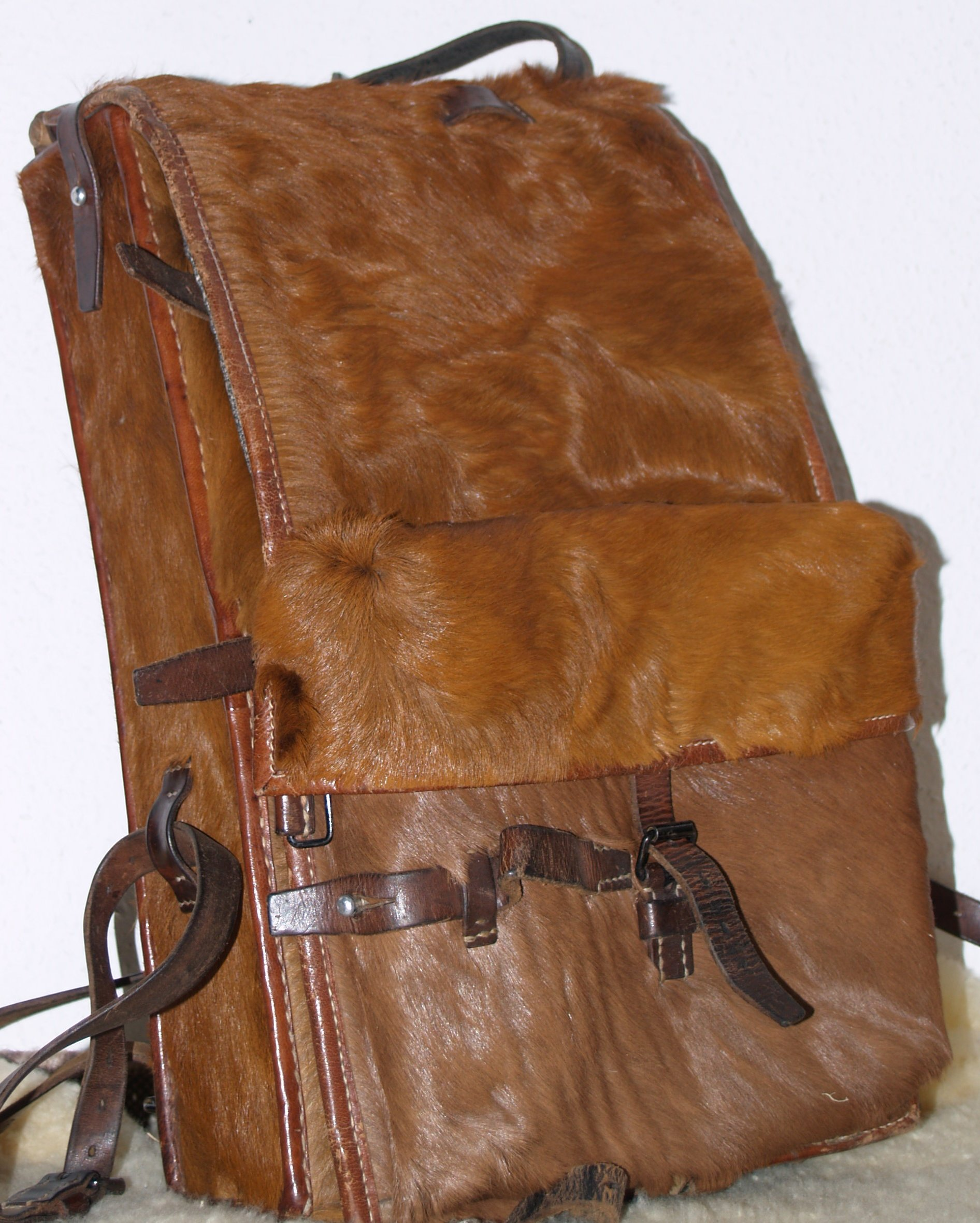
Schweizisk ryggsäck (infanteri-tornister).

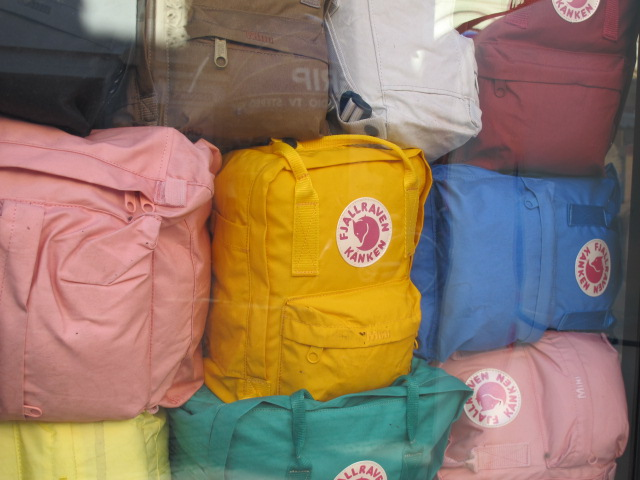
Fjällrävens ryggsäck Kånken.

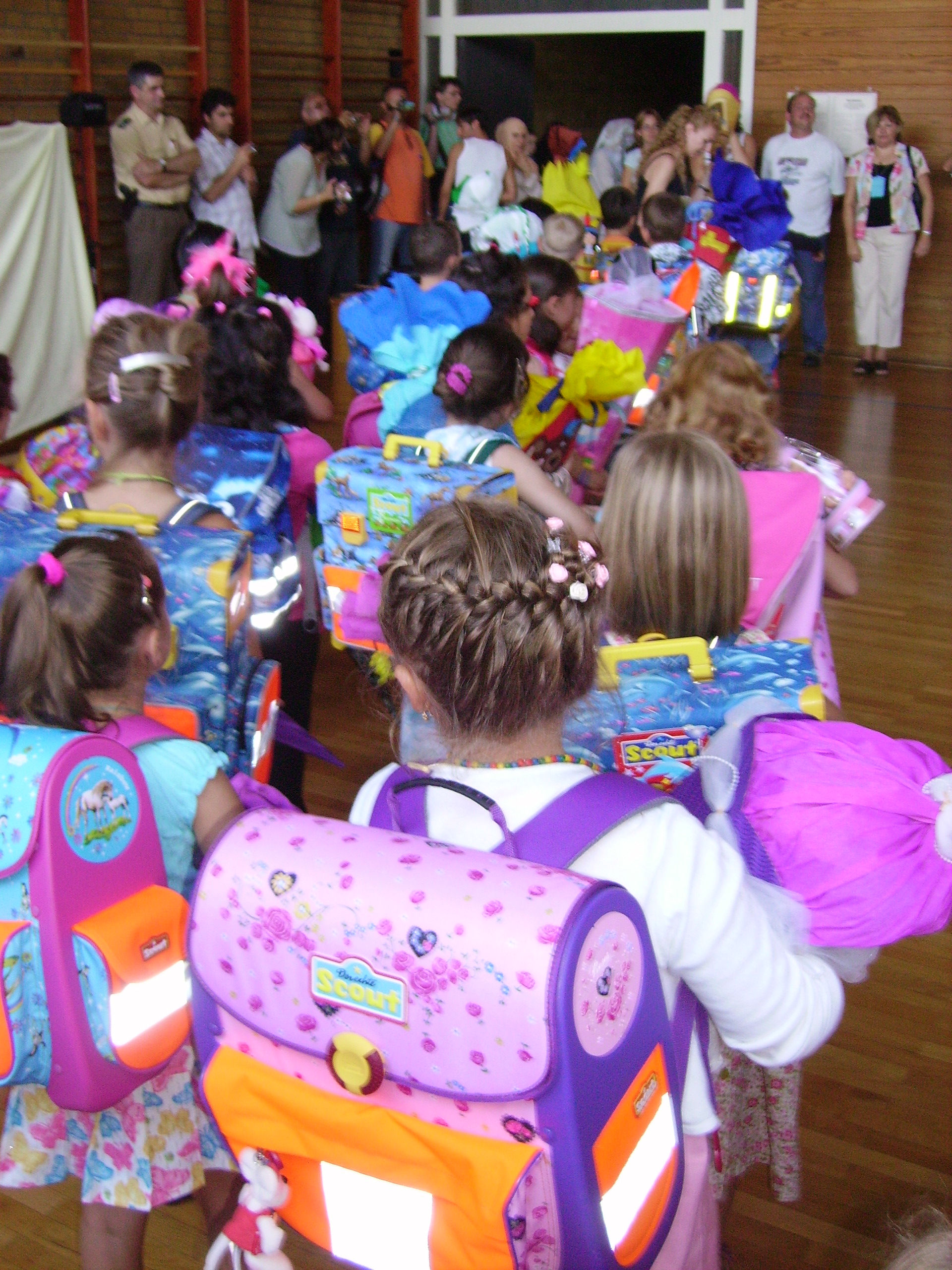
Skolränsel/Tornister.

Ryggsäck är en säck som bärs på ryggen. I sin enklaste form är det en lös säck med två remmar som gör att den kan hängas över axlarna. Ryggsäcken är idag i sina mindre storlekar vanlig istället för gamla tiders skolväska.

## Typer av ryggsäckar
Ryggsäckar kan indelas i fyra huvudtyper:
- Ryggsäckar utan ram
- Ryggsäckar med invändig ram
- Ryggsäckar med utvändig ram (mes)
- Stolryggsäckar

Utöver dessa huvudtyper finns specialryggsäckar för exempelvis datorer med tillbehör, fotoutrustning etc. Även vissa typer av bagar och resväskor har remmar som gör att de bäras på ryggen.

### Utan ram
Ryggsäckar utan ram är vanliga som skolväskor och liknande. Fördelen med dem är att de är bekväma och lätta vid måttlig packning. Bland nackdelarna kan nämnas att ventilation längs ryggen blir i det närmaste obefintlig samt att de tenderar att bli en oformlig klump om man försöker packa mycket i dem. Dessutom riskerar man att hårda föremål orsakar tryck och irriterar ryggen. Det sistnämnda kan till viss mån avhjälpas genom att man packar en avklippt bit från ett liggunderlag, eller något annat följsamt plastmaterial, närmast ryggen.  

### Invändig ram
Ryggsäckar med invändig ram är idag ojämförligt vanligast på marknaden för de mellanstora och något större ryggsäckarna. De ligger tätare an mot kroppen än ramsäckarna, vilket är en fördel för balansen, framför allt vid klättring och skidåkning, och ger samtidigt bättre stadga och ventilation längs ryggen än ryggsäckar utan ram. Ytterligare en fördel är att de inte är särskilt skrymmande att packa i trånga utrymmen jämfört med en ramsäck, vilket gör dem populära bland till exempel tågluffare. Bland nackdelarna kan nämnas att det är svårt att fästa packning utanpå säcken på ett tillfredsställande sätt. Därför måste skrymmande och tunga saker som tält packas inne i säcken varför en säck med invändig ram måste vara betydligt större än en ramsäck, i liter räknat, för en normal fjällvandrarpackning.
En tornister är en fyrkantig ryggsäck av läder, textil eller annat material uppspänt på en ram och försedd med två bärremmar. Dessa har förekommit exempelvis militärt (framför allt i Danmark och Tyskland) och som skolväska. 

### Utvändig ram
Ramryggsäckarna har en utvändig ram av kraftiga metallrör i stål eller aluminium men kan även vara tillverkad av trä. Stål används i regel i militära tillämpningar medan aluminium ofta används i civila. Trä förekommer nästan endast i hemmagjorda ryggsäckar. Ramen kallas ibland bärmes eller bara mes. Detta var länge den vanligaste ryggsäckstypen men den har numera konkurrerats ut av säckar med invändig ram på alla områden utom de riktigt stora expeditionsryggsäckarna där ramens fördelar verkligen behövs. Många är dock fortfarande i bruk eftersom en rejäl ryggsäck som används måttligt inte slits ut på flera årtionden. Inte sällan är ramen längre än själva säcken så att det finns plats att fästa ytterligare utrustning både över och under själva ryggsäcken. Eftersom packningen ligger an mot ramen och inte direkt mot ryggen går det bra att spänna fast föremål av varierande form på ramen. Ramen utgör ju också utmärkt fäste för spännremmar. På många modeller kan man ta av tygsäcken och använda ramen direkt för att bära packning på, till exempel lådor eller dunkar. Andra fördelar med ramen är bra ventilation längs ryggen. Bland nackdelarna kan nämnas att säckar med yttre ram är vingligare än de med invändig ram, att ramen kan vara i vägen vid till exempel skidåkning eller klättring samt att ramen tar mycket plats, vilket märks på tåget eller i bagageluckan på bilen. Ramar av aluminium riskerar att skadas vid ovarsam bagagehantering i samband med till exempel en flygresa.

### Stolryggsäck
Stolryggsäckar är mindre ramryggsäckar, men ramens funktion är för dessa huvudsakligen att utgöra ställningen till en mer eller mindre invecklad inbyggd stol som kan fällas ut då man tagit av sig ryggsäcken. Sådana säckar är vanliga inom jakt, fiske och enklare friluftsliv och inte avsedda för att bära tunga packningar med.

### Avbärarbälte
För långa vandringar med tung börda rekommenderas ryggsäckar med särskilt avbärarbälte som avlastning för axlarna. En del av säckens vikt bärs då upp av höfterna istället för av rygg och axlar. Ett specialfall av dessa utgör Fjällrävens så kallade gyrosäckar, vars ramar har framåtgående byglar i vilka avbärarbältet är löst infäst. Ryggsäckens upphängningspunkt förflyttas då till mitt över höfterna. Detta är mycket energibesparande men upplevs av en del som vingligt.
Avbärarbältet väljs oftast till med den ryggsäck man köper och det är därför av stor vikt att välja en ryggsäck som, i sin helhet, passar bärarens kropp sett till längd, rygglängd och midjestorlek.